# Liste der amerikanischen Militärstandorte in Frankreich

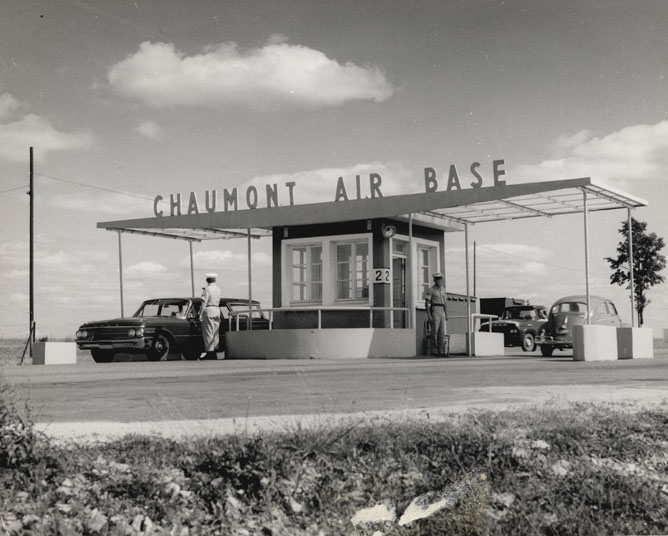
Chaumont Air Base, 1959

Die Liste der amerikanischen Militärstandorte in Frankreich verzeichnet die Standorte der von 1952 bis 1967 in Frankreich stationierten Verbände der Streitkräfte der Vereinigten Staaten von Amerika. Die Stationierung diente der Einrichtung, Aufrechterhaltung und Absicherung des Versorgungsweges von der französischen Atlantikküste nach Rheinland-Pfalz für die amerikanischen Stationierungsstreitkräfte in der Bundesrepublik Deutschland. Nach dem Anwachsen der Spannungen zwischen den Siegermächten des Zweiten Weltkrieges im Kalten Krieg erschien der logistische Strang von Bremerhaven entlang der Zonengrenze zum sowjetischen Besatzungsgebiet in den Raum Frankfurt am Main als zu verletzbar. Trotz der erheblichen Mehrkosten stellten die US-Streitkräfte ab 1951 ihren Nachschubweg grundlegend um.

## Vertragsgrundlagen
Die Stationierung war geregelt in mehreren zwischenstaatlichen Verträgen, die wichtigsten waren:
- Abkommen Bidault-Caffery über die Überlassung militärischer Einrichtungen in Frankreich an die USA im Zusammenhang mit der Besatzung in Deutschland und Österreich zwischen dem französischen Außenminister Georges Bidault und dem Botschafter der Vereinigten Staaten in Paris, Jefferson Caffery, vom 16. Februar 1948.
- Abkommen Parodi-Bruce über die Einrichtung einer Verbindungslinie durch Frankreich (Line of Communication, abgekürzt LOC) zwischen dem Generalsekretär im Quai d’Orsay, Alexandre Parodi, und dem Botschafter der Vereinigten Staaten in Paris, David K. E. Bruce, vom 6. November 1950.

## Führungsstäbe
Die Truppenstärke betrug rund 45 000 Soldaten im Jahre 1953; die Zahl war in den Folgejahren großen Schwankungen unterworfen.
Der Führungsstab der Landstreitkräfte European Command Communications Zone (USAREUR COMZ) wurde am 15. Juli 1951 in Orléans aufgestellt. Ihm unterstellt waren Advance Section USAREUR COMZ (ADSEC) in Verdun und Base Section USAREUR COMZ (BASEC) in La Rochelle, weiterhin Orléans Area Command (OAC) und Seine Area Command – Command Zone (SAC-CZ) für die NATO- und US-Führungsstäbe in Paris. 1956 wurde das Hauptquartier Base Section von La Rochelle nach Poitiers verlegt und 1958 wurde aus Advance Section 4th Logistical Command und aus Base Section 5th Logistical Command. Eine erneute Umgliederung erfolgte 1960 mit der Schaffung des Theater Army Support Command (TASCOM) in Verdun und Port Area Command (PAC) in La Rochelle anstelle der beiden Logistikkommandos; OAC und SAC-CZ blieben bestehen.
Die Luftstreitkräfte unterstanden Twelfth Air Force in Ramstein Air Base und damit dem Hauptquartier US Air Forces in Europe (USAFE) in Wiesbaden. Die Logistikeinheiten, sowohl das Zentraldepot „Chad“ (Châteauroux Air Depot) als auch die im Lande verstreuten Material- und Munitionsdepots unterstanden der Central Air Material Area in Europe (CAMAE) in Châteauroux.
Die Fernmeldetruppen unterstanden direkt 5th Signal Command in Worms, außerdem bestand eine separate Organisation Central Europe Pipeline System (CEPS) für die Pipeline zur Treibstoffversorgung der NATO-Luftstreitkräfte in Deutschland.

## Das Ende der US-Militärpräsenz
Mit dem Ende der IV. Republik und der Wahl von General Charles de Gaulle zum Präsidenten 1958 ergaben sich für die amerikanische Militärpräsenz in Frankreich gravierende Einschnitte. Während der Krise im Nahen Osten musste de Gaulle gleich zu Beginn seiner Amtszeit erleben, wie die USA, ohne ihn zu konsultieren, die französischen Basen für die Entsendung von Truppen in den Libanon nutzten. De Gaulle forderte grundlegende Veränderungen im Machtgefüge der NATO, insbesondere ein Mitspracherecht bei den amerikanischen Atomwaffen. Hierzu waren weder die USA noch Großbritannien bereit und de Gaulle ließ daher im Frühjahr 1959 seinen Worten Taten folgen. Er löste die französische Mittelmeerflotte aus der NATO-Integration, untersagte die Lagerung von Nuklearwaffen auf französischem Territorium und zog die französische Beteiligung an der integrierten Luftverteidigung zurück.
Die Regierung von Präsident Dwight D. Eisenhower sah sich genötigt, rasch zu reagieren. Die nuklear gerüsteten Jagdbomber F-100 Supersabre der US Air Force waren in Frankreich stationiert, patrouillierten aber regelmäßig über Deutschland. Die für den Einsatz bestimmten amerikanischen Atomwaffen waren in Sembach Air Base in Rheinland-Pfalz gelagert; somit war bei jedem Einsatz zunächst eine Zwischenlandung in Sembach nötig, ein zeitraubendes und kostenintensives Verfahren.
Der Graben zwischen Frankreich auf der einen und den Vereinigten Staaten und Großbritannien auf der anderen Seite vertiefte sich weiter. Die französische Ablehnung der von den USA forcierten nuklearen Multilateral Force (MLF), das expressis verbis ausgesprochene Veto de Gaulles gegen einen britischen Beitritt zur Europäischen Gemeinschaft und schließlich die Entwicklung einer eigenständigen französischen Atommacht, sowie der dazu gehörigen Doktrin der Défense à tous azimuts im Gegensatz zur neuen Flexible Response der NATO, führten dazu, dass es im Frühjahr 1966 zu einer schwerwiegenden Entscheidung kam. Nachdem Verhandlungen über die Unterstellung amerikanischer Basen in Frankreich unter französisches Kommando ergebnislos geblieben waren, forderte de Gaulle die Alliierten der NATO auf, bis zum 1. April 1967 sämtliche im Land stationierten Truppen sowie die internationalen Hauptquartiere zu verlegen. Frankreich werde zwar Mitglied der NATO bleiben, sich aber aus der militärischen Integration zurückziehen.

## Die amerikanischen Militärstandorte USAREUR COMZ – Orléans
Die Liste ist nach den amerikanischen Stationierungsbereichen, sodann den französischen Départements in der üblichen numerischen Reihenfolge gegliedert. In Klammern hinter den Ortsnamen die Kurzbezeichnungen als Advanced Landing Ground aus der Zeit des Zweiten Weltkrieges, außerdem die Feldpostnummer, APO (Army Post Office).

## Advance Section USAREUR COMZ – Verdun
1958: 4th Logistical Command – Verdun
1960: Theater Army Support Command (TASCOM) – Verdun
- 16 Département Charente
  - La Braconne (APO 211): Versorgungsdepot
- 17 Département Charente-Maritime
  - Bussac-La Lande (APO 215): Army Post Bussac (ab 1960), 106th Truck Battalion, 78th Truck Company, 583rd Truck Company, Terminal Point (LOC)
  - Fontenet (APO 259): 595th Truck Company
  - La Rochelle (APO 21, Lagord): 1st Regional Office (Movement Control), Terminal Point (LOC)
- 33 Département Gironde
  - Bordeaux (APO 255): Transportation Movement Office (TMO) Bordeaux
  - Captieux (APO 213): Munitionsdepot
- 36 Département Indre
  - Châteauroux: Army Air Force Transport Company (AATCo)
- 44 Département Loire-Atlantique
  - Saint-Nazaire (APO 203): Transportation Movement Office (TMO) St-Nazaire
- 45 Département Loiret
  - Orléans (APO 58): 594th Transport Group Terminal Point (LOC)
  - Saran: Hauptquartier 37th Transportation Highway Transport Command (THTC), 1st Truck Company, 76th Truck Company
- 49 Département Maine-et-Loire
  - Saumur (APO 256): Fernmeldedepot
- 51 Département Marne
  - Trois-Fontaines (APO 122): Munitionsdepot
  - Vitry-le-François: Sanitätsdepot, 70th Truck Company, Terminal Point (LOC)
- 54 Département Meurthe-et-Moselle
  - Croix-de-Metz (A-90): Pionierdepot
  - Nancy (A-95) (APO 204): Materialdepot (Forêt de Haye), 2nd Truck Battalion
  - Toul (A-96) (APO 288): Militärhospital, Army Post Toul (ab 1960), 574th Truck Company, Terminal Point (LOC)
- 55 Département Meuse
  - Étain (APO 122): 82nd Truck Company, 543rd Truck Company
  - Sampigny (APO 122): Chemiedepot
  - Vassincourt (APO 287): Sanitätsdepot
  - Verdun (Y-28) (APO 122): Hauptquartier ADSEC, 1958 4th Logistical Command, 1960 TASCOM, Militärhospital, Army Post Verdun (ab 1960), Transportation Movement Office (TMO) Verdun
- 57 Département Moselle
  - Metz (APO 216): 2nd Regional Office (Movement Control)
- 75 Département Paris
  - Paris (APO 163): Movement Control
- 86 Département Vienne
  - Ingrandes (APO 258): 72nd Truck Company, Terminal Point (LOC)
  - Poitiers (APO 44): Army Post Poitiers (ab 1960), Transportation Movement Office (TMO) Poitiers

## Base Section USAREUR COMZ – La Rochelle, 1956 Poitiers
1958: 5th Logistical Command – Poitiers
1960: Port Area Command (PAC) – La Rochelle
- 17 Département Charente-Maritime
  - Bussac-La Lande (APO 215): Quartiermeisterdepot
  - Croix-Chapeau (APO 219): Sanitätsdepot
  - Fontenet (APO 259): Materialdepot
  - La Pallice (APO 21, Laleu): Hafen
  - Rochefort (APO 217): Hafen, Materialdepot
  - La Rochelle (APO 21): Hauptquartier BASEC 1952–1956, Hauptquartier PAC ab 1960, Hafen, Materialdepot
- 24 Département Dordogne
  - Périgueux (APO 257): Quartiermeisterdepot
- 33 Département Gironde
  - Bassens: Materialdepot
  - Bordeaux (APO 255): Hafen
  - Le Verdon (APO 255): Anlandezone, Materialdepot
- 37 Département Indre-et-Loire
  - Chinon (APO 256): Militärhospital, Pionierdepot
- 44 Département Loire-Atlantique
  - Le Pellerin: Materialdepot
  - Saint-Nazaire (APO 203): Hafen, Materialdepot
- 50 Département Manche
  - Cherbourg (APO 230): Hafen für Personalaustausch
- 56 Département Morbihan
  - Quiberon: Anlandezone
- 85 Département Vendée
  - La Roche-sur-Yon: Sanitätsdepot
- 86 Département Vienne
  - Ingrandes (APO 258): Quartiermeisterdepot
  - Poitiers (APO 44): 1956 Hauptquartier BASEC, 1958–1960 5th Logistical Command

## Orléans Area Command – Orléans
- 45 Département Loiret
  - La Chapelle (APO 58): Versorgungsdepot
  - Orléans (APO 58): Hauptquartier USAREUR COMZ, Hauptquartier OAC, Militärhospital

## Seine Area Command – Command Zone – Paris
- 75 Département Paris
  - Paris: Hauptquartier Nordatlantikrat, Dispensary (APO 128)
- 77 Département Seine-et-Marne
  - Fontainebleau (APO 11): Hauptquartier AFCENT
- 78 Département Yvelines
  - Marly-le-Roi (APO 55): SHAPE und EUCOM Administration
  - Rocquencourt: Hauptquartier SHAPE (Camp des Loges)
  - Saint-Germain-en-Laye: Hauptquartier EUCOM

## Signal Command USAREUR
Die Fernmeldeeinheiten in Frankreich unterstanden 102nd Signal Battalion, Karlsruhe, Smiley Barracks (KRE). In Klammern nach den Ortsnamen die US-interne Abkürzung im Fernmeldeverkehr.
- 45 Département Loiret
  - Bois de Beaumont (BMT): Relais Station
  - Maison-Forte (MFT): Terminal Station
  - Orléans (OLS): Terminal Station
  - Saint-Lyé-la-Forêt (SLE): Relais Station
  - Saran (SRN): Relais Station
- 51 Département Marne
  - Les Essarts-le-Vicomte (LES): Relais Station
  - Soulières (SLS): Relais Station
  - Tilloy (TLY): Relais Station
- 55 Département Meuse
  - Clermont-en-Argonne (CMT): Relais Station
  - Verdun (VEN): Terminal Station
- 57 Département Moselle
  - Angevillers (ARS): Terminal Station
- 77 Département Seine-et-Marne
  - Le Chesnoy (LCY): Relais Station
  - Fromont (FMT): Relais Station
  - Le Plessis (LPS): Relais Station
  - Vernou (VNU): Leitstelle Company D, 102nd Bn
- 78 Département Yvelines
  - Camp des Loges (CDL): EUCOM Camp
  - Marly-le-Roi (SHE) (APO 55): SHAPE Terminal Station

## USAFE – Wiesbaden/Châteauroux

NATO Air Bases in France 1965

In Klammern die Kurzbezeichnungen als Advanced Landing Ground aus der Zeit des Zweiten Weltkrieges.
- 02 Département Aisne
  - Laon-Athies (A-69): Ausweichflugplatz
  - Laon-Couvron (A-70) (APO 17): Air Base, vom Joint Strategic Plans Committee 1951 vorgesehen, ausgebaut 1952-1953, bis 1966 genutzt; 1952 126th  BW (L) aus Bordeaux-Mérignac, 38th BW (Tac) 1953-1958, 1955 als erster USAFE-Verband mit nuklearfähigen B-57 ausgerüstet, 1958 nach Hahn Air Base verlegt; 66th TRW 1966 nach RAF Upper Heyford verlegt, 1966 geschlossen
  - Saint-Simon-Clastres (A-71): Ausweichflugplatz
- 03 Département Allier
  - Moulins-Yzeure: Materialdepot, 1957 wegen zu großer Entfernung von Châteauroux geschlossen
  - Villefranche-sur-Allier: Materialdepot
- 08 Département Ardennes
  - Vouziers: Ausweichflugplatz, 1959 geschlossen
- 10 Département Aube
  - Brienne-le-Château: Ausweichflugplatz, vom Joint Strategic Plans Committee 1951 als Air Base vorgesehen, 1959 geschlossen
- 13 Département Bouches-du-Rhône
  - Istres: nicht realisiert, vom Joint Strategic Plans Committee 1951 als Air Base vorgesehen,
- 16 Département Charente
  - Cognac (Y-36): Schießplatz, 1953 geschlossen, durch Cazaux ersetzt
- 27 Département Eure
  - Évreux: Militärhospital
  - Évreux-Fauville (B-028) (APO 253): Air Base, vom Joint Strategic Plans Committee 1951 vorgesehen, ausgebaut ab 1952-54, 322nd Air Division (Combat Cargo), 465th TCW aus Toul 1957-64, 317th TCW 1957 aus Neubiberg, 1966 geschlossen
  - Saint-André (B-024): Versorgungsdepot (US Army Aerial Support Center)
- 28 Département Eure-et-Loir
  - Dreux-Senonches (A-41) (APO 84): Air Base, vom Joint Strategic Plans Committee 1951 vorgesehen, erbaut 1952-54, 60th TCW 1955-61, 1961 DOB, 1966 geschlossen
- 33 Département Gironde
  - Bordeaux: Materialdepot
  - Bordeaux-Mérignac (APO 16): Air Base, vom Joint Strategic Plans Committee 1951 vorgesehen, 1951-52 126 BW (L), 1952 nach Laon-Couvron verlegt, 1957 geschlossen
  - Cazaux (R-51): Schießplatz
- 36 Département Indre
  - Châteauroux (APO 10): Hauptquartier CAMAE (Central Air Material Area in Europe), Zentrales Air Depot “Chad” (Châteauroux Air Depot) statt Erding, RAF Burtonwood
  - Déols: Versorgungsflugplatz
  - La Martinerie: Materialdepot
- 50 Département Manche
  - Cherbourg: nicht realisiert, vom Joint Strategic Plans Committee 1951 als Air Base vorgesehen
- 51 Département Marne
  - Châlons-Vatry: Ausweichflugplatz, vom Joint Strategic Plans Committee 1951 als Air Base vorgesehen, 1960 DOB, 1966 geschlossen
  - Suippes: Schießplatz, 1966 geschlossen
- 52 Département Haute-Marne
  - Chaumont-Semoutiers (APO 119): Air Base, vom Joint Strategic Plans Committee 1951 vorgesehen, ausgebaut ab 1952, 48th FBW 1954-58, 1960 DOB, 1966 geschlossen
- 54 Département Meurthe-et-Moselle
  - Chambley (APO 247): Air Base, vom Joint Strategic Plans Committee 1951 vorgesehen, erbaut 1952-54, 1955 fertiggestellt, 21st FBW 1954-58, 1960 DOB, 1966 geschlossen
  - Chenevières: Ausweichflugplatz, vom Joint Strategic Plans Committee 1951 als Air Base vorgesehen, 1959 geschlossen
  - Lunéville (Y-02): Ausweichflugplatz
  - Toul-Rosières (A-98) (APO 83): Air Base, vom Joint Strategic Plans Committee 1951 vorgesehen, überlassen 1951, assigniert 1952, ausgebaut 1952-53, 1954-56 Fighter rotations, 50th FBW 1956-58, 1958 Verlegung nach Spangdahlem, 1960 DOB, 1966 geschlossen
- 55 Département Meuse
  - Étain-Rouvres (A-82) (APO 87): Air Base, vom Joint Strategic Plans Committee 1951 vorgesehen, erbaut 1952-54, fertiggestellt 1955, 388th FBW 1954-57, 49th FBW 1957-59, 1959 Verlegung nach Spangdahlem, 1966 geschlossen
  - Saint-Mihiel: Munitionsdepot
- 57 Département Moselle
  - Phalsbourg: Air Base, vom Joint Strategic Plans Committee 1951 vorgesehen, erbaut 1952-54, Det 10, 32nd TRS und 38th TRS 1957-59 aus Spangdahlem 1954-59, 513th FIS aus RAF Manston 1958-59, 1960 DOB für Toul, 1966 geschlossen
- 59 Département Nord
  - Cambrai (A-74): Ausweichflugplatz
  - Lille-Lesquin (B-051): Ausweichflugplatz
  - Merville-Calonne (B-053): Ausweichflugplatz
- 78 Département Yvelines
  - Villacoublay: Flugschule, Air Training Advisory Group (ATAG), Flugschulung für alliierte Nationen
- 79 Département Deux-Sèvres
  - Chizé: Munitionsdepot
- 80 Département Somme
  - Péronne (A-72): Ausweichflugplatz

## US Navy
- 06 Département Alpes-Maritimes
  - Villefranche-sur-Mer: Marinestützpunkt

## CEPS – Versailles
- 28 Département Eure-et-Loir
  - Brou: Tank Farm
- 44 Département Loire-Atlantique
  - Donges (APO 11): Tank Farm, Entladehafen
- 51 Département Marne
  - Châlons-sur-Marne (APO 11): Tank Farm
- 54 Département Meurthe-et-Moselle
  - Saint-Baussant: Tank Farm
- 77 Département Seine-et-Marne
  - Melun (A-55) (APO 11): QM POL Distribution Company
- 78 Département Yvelines
  - Versailles: Hauptquartier CEPS
- 91 Département Essonne
  - Ferté-Alais: Tank Farm

## Abkürzungen
- AATCo Army Air Force Transport Company
- ADSEC Advance Section
- AFCENT Allied Forces Central Europe
- APO Army Post Office
- ATAG Air Training Advisory Group
- BASEC Base Section
- BW (L) Bomber Wing (Light)
- BW (TAC) Bomber Wing (Tactical)
- CAMAE Central Air Material Area in Europe
- CEPS  Central Europe Pipeline System
- Chad Châteauroux Air Depot
- COMZ Communications Zone
- Det Detachment
- DOB Dispersed Operating Base
- EUCOM European Command
- FBW Fighter Bomber Wing
- FIS Fighter Interception Squadron
- LOC Line of Communications
- MLF Multilateral Force
- NATO North Atlantic Treaty Organization
- OAC Orléans Area Command
- PAC Port Area Command
- POL Petrol, Oil, Lubrication
- QM Quartermaster
- RAF Royal Air Force
- SAC – CZ Seine Area Command – Command Zone
- SHAPE Supreme Headquarters Allied Powers Europe
- TASCOM Theater Area Support Command
- TCW Troop Carrier Wing
- THTC Transportation Highway Transport Command
- TMO Transportation Movement Office
- TRS Tactical Reconnaissance Squadron
- USA United States of America
- USAFE United States Air Forces Europe
- USAREUR United States Army Europe